# Edvaldo Valério
Edvaldo Valério (n. 20 aprilie 1978, Salvador, Bahia, Brazilia) este un înotător brazilian, medaliat olimpic. A participat la o ediție a Jocurilor Olimpice (2000) în care a câștigat o medalie de bronz.

## Participări
Lista de mai jos prezintă principalele competiții la care a participat Edvaldo Valério de-a lungul carierei.
- swimming at the 2000 Summer Olympics – men's 4 × 100 metre freestyle relay[*]